# Jason Baitieri

a Compétitions nationales et continentales officielles uniquement.

b Matchs officiels uniquement.
Jason Baitieri, né le 2 juillet 1989 à Paris, est un joueur de rugby à XIII français évoluant au poste de pilier, deuxième ligne ou de troisième ligne. Formé à Parramatta, il fait ses débuts en National Rugby League avec les Roosters de Sydney lors de la saison 2010. En fin d'année 2010, l'entraîneur australien Trent Robinson à sa prise de poste aux Dragons Catalans  l'emmène avec lui. Baitieri joue durant dix saisons dans ce club remportant notamment la Challenge Cup en 2018.
Parallèlement, il est appelé en équipe de France depuis 2010, y remportant la Coupe d'Europe en 2018,  et en prenant part à la Coupe du monde 2017 et à la première édition de Coupe du monde de rugby à 9. Il est nommé capitaine de la sélection entre 2015 et 2019.
S'investissant dans le développement du rugby à XIII en France, il décide à la fin de la Coupe du monde de rugby à neuf 2019 d'abandonner la sélection avant de disputer deux rencontres en Australie à la suite de profonds désaccords avec la Fédération française de rugby à XIII.

## Biographie
Jason Baitieri, né le 2 juillet 1989 à Paris, est un joueur de rugby à XIII français évoluant au poste de troisième ligne. Fils d'un ancien rugbyman à XIII australien Tas Baitieri, il est né en France d'une mère française et d'un père australien effectuant sa carrière de rugby à XIII en France . Par conséquent, ayant la double nationalité, il décide de choisir la sélection française en 2010 en faisant ses débuts contre l'Irlande le 9 octobre 2010 où il inscrit un essai pour une victoire française 58-24. En club, il fait ses débuts professionnels avec les Sydney Roosters en Australie dans la National Rugby League en 2010 avant de rejoindre la franchise française les Dragons Catalans à partir de la saison 2011.
Il a signé sa première licence à Plaisance de Touch. Il résidait à Tournefeuille.
Il est retenu dans la liste des vingt-quatre joueurs sélectionnés pour disputer la Coupe du monde 2017.

## Palmarès
- Collectif :
  - Vainqueur de la Coupe d'Europe : 2018 ( France)
  - Vainqueur de la Challenge Cup : 2018 (Dragons Catalans).
  - Finaliste de la Coupe d'Europe : 2010, 2014 et 2015 ( France).
  - Finaliste de la National Rugby League : 2010 (Sydney Roosters).
  - Finaliste de la Super League : 2021 (Dragons Catalans).

### Détails en sélection
| Matchs internationaux de Jason Baitieri                                 | Matchs internationaux de Jason Baitieri | Matchs internationaux de Jason Baitieri | Matchs internationaux de Jason Baitieri | Matchs internationaux de Jason Baitieri | Matchs internationaux de Jason Baitieri | Matchs internationaux de Jason Baitieri | Matchs internationaux de Jason Baitieri | Matchs internationaux de Jason Baitieri | Matchs internationaux de Jason Baitieri | Matchs internationaux de Jason Baitieri | Matchs internationaux de Jason Baitieri |
|                                                                         | Date                                    | Adversaire                              | Résultat                                | Compétition                             | Poste                                   | Points                                  | Essais                                  | Pen.                                    | Drops                                   |                                         |                                         |
| ----------------------------------------------------------------------- | --------------------------------------- | --------------------------------------- | --------------------------------------- | --------------------------------------- | --------------------------------------- | --------------------------------------- | --------------------------------------- | --------------------------------------- | --------------------------------------- | --------------------------------------- | --------------------------------------- |
| 1.                                                                      | 9 octobre 2010                          | Irlande                                 | 58-24                                   | Coupe d'Europe                          | Troisième ligne                         | 4                                       | 1                                       | -                                       | -                                       |                                         |                                         |
| 2.                                                                      | 16 octobre 2010                         | Écosse                                  | 26-12                                   | Coupe d'Europe                          | Troisième ligne                         | 0                                       | 0                                       | -                                       | -                                       |                                         |                                         |
| 3.                                                                      | 23 octobre 2010                         | Pays de Galles                          | 11-12                                   | Coupe d'Europe                          | Troisième ligne                         | 0                                       | 0                                       | -                                       | -                                       |                                         |                                         |
| 4.                                                                      | 15 octobre 2011                         | Angleterre espoirs                      | 18-38                                   | Amical                                  | Troisième ligne                         | 0                                       | 0                                       | -                                       | -                                       |                                         |                                         |
| 5.                                                                      | 21 octobre 2011                         | Angleterre                              | 18-32                                   | Amical                                  | Troisième ligne                         | 0                                       | 0                                       | -                                       | -                                       |                                         |                                         |
| 6.                                                                      | 29 octobre 2011                         | Écosse                                  | 46-10                                   | Coupe d'Europe                          | Troisième ligne                         | 0                                       | 0                                       | -                                       | -                                       |                                         |                                         |
| 7.                                                                      | 5 novembre 2011                         | Irlande                                 | 34-16                                   | Coupe d'Europe                          | Troisième ligne                         | 0                                       | 0                                       | -                                       | -                                       |                                         |                                         |
| 8.                                                                      | 20 octobre 2012                         | Pays de Galles                          | 20-6                                    | Amical                                  | Remplaçant                              | 0                                       | 0                                       | -                                       | -                                       |                                         |                                         |
| 9.                                                                      | 3 novembre 2012                         | Angleterre                              | 6-44                                    | Amical                                  | Deuxième ligne                          | 0                                       | 0                                       | -                                       | -                                       |                                         |                                         |
| 10.                                                                     | 11 novembre 2012                        | Angleterre                              | 4-48                                    | Amical                                  | Troisième ligne                         | 0                                       | 0                                       | -                                       | -                                       |                                         |                                         |
| 11.                                                                     | 18 octobre 2014                         | Irlande                                 | 12-22                                   | Coupe d'Europe                          | Troisième ligne                         | 0                                       | 0                                       | -                                       | -                                       |                                         |                                         |
| 12.                                                                     | 25 octobre 2014                         | Pays de Galles                          | 42-22                                   | Coupe d'Europe                          | Troisième ligne                         | 0                                       | 0                                       | -                                       | -                                       |                                         |                                         |
| 13.                                                                     | 31 octobre 2014                         | Écosse                                  | 38-22                                   | Coupe d'Europe                          | Troisième ligne                         | 4                                       | 1                                       | -                                       | -                                       |                                         |                                         |
| 14.                                                                     | 30 octobre 2015                         | Pays de Galles                          | 6-14                                    | Coupe d'Europe                          | Troisième ligne                         | 0                                       | 0                                       | -                                       | -                                       |                                         |                                         |
| 15.                                                                     | 7 novembre 2015                         | Écosse                                  | 32-18                                   | Coupe d'Europe                          | Troisième ligne                         | 0                                       | 0                                       | -                                       | -                                       |                                         |                                         |
| 16.                                                                     | 13 octobre 2017                         | Jamaïque                                | 34-12                                   | Amical                                  | Troisième ligne                         | 0                                       | 0                                       | -                                       | -                                       |                                         |                                         |
| 17.                                                                     | 29 octobre 2017                         | Liban                                   | 18-29                                   | Coupe du monde                          | Troisième ligne                         | 0                                       | -                                       | -                                       | -                                       |                                         |                                         |
| 18.                                                                     | 3 novembre 2017                         | Australie                               | 6-52                                    | Coupe du monde                          | Pilier                                  | 0                                       | 0                                       | 0                                       | 0                                       |                                         |                                         |
| 19.                                                                     | 12 novembre 2017                        | Angleterre                              | 6-36                                    | Coupe du monde                          | Troisième ligne                         | 0                                       | 0                                       | 0                                       | 0                                       |                                         |                                         |
| 20.                                                                     | 17 octobre 2018                         | Angleterre                              | 6-44                                    | Amical                                  | Troisième ligne                         | 0                                       | 0                                       | 0                                       | 0                                       |                                         |                                         |
| 21.                                                                     | 27 octobre 2018                         | pays de Galles                          | 54-18                                   | Coupe d'Europe                          | Pilier                                  | 0                                       | 0                                       | 0                                       | 0                                       |                                         |                                         |
| 22.                                                                     | 3 novembre 2018                         | Irlande                                 | 24-10                                   | Coupe d'Europe                          | Pilier                                  | 0                                       | 0                                       | 0                                       | 0                                       |                                         |                                         |
| Matchs internationaux de Jason Baitieri sous l'équipe de France de neuf |                                         |                                         |                                         |                                         |                                         |                                         |                                         |                                         |                                         |                                         |                                         |
| 1.                                                                      | 18 octobre 2019                         | Liban                                   | 8-12                                    | Coupe du monde                          | Avant                                   | 0                                       | -                                       | -                                       | -                                       |                                         |                                         |
| 2.                                                                      | 19 octobre 2019                         | Pays de Galles                          | 23-6                                    | Coupe du monde                          | Avant                                   | 4                                       | 1                                       | -                                       | -                                       |                                         |                                         |
| 3.                                                                      | 19 octobre 2019                         | Angleterre                              | 4-38                                    | Coupe du monde                          | Avant                                   | 0                                       | -                                       | -                                       | -                                       |                                         |                                         |

### En club
| Saison | Club             | Compétition   | Matchs | Points | Essais | Buts | Drop |
| ------ | ---------------- | ------------- | ------ | ------ | ------ | ---- | ---- |
| 2011   | Dragons Catalans | Super League  | 25     | 20     | 5      | -    | -    |
| 2012   | Dragons Catalans | Super League  | 26     | 16     | 4      | -    | -    |
| 2013   | Dragons Catalans | Super League  | 13     | 8      | 2      | -    | -    |
| 2014   | Dragons Catalans | Super League  | 22     | -      | -      | -    | -    |
| 2015   | Dragons Catalans | Super League  | 28     | 4      | 1      | -    | -    |
| 2016   | Dragons Catalans | Super League  | 25     | 20     | 5      | -    | -    |
| 2017   | Dragons Catalans | Super League  | 12     | -      | -      | -    | -    |
| 2018   | Dragons Catalans | Super League  | 26     | 4      | 1      | -    | -    |
| 2018   | Dragons Catalans | Challenge Cup | 4      | 1      | 4      | -    | -    |
| 2019   | Dragons Catalans | Super League  | 19     | 4      | 1      | -    | -    |
| 2019   | Dragons Catalans | Challenge Cup | 2      | 1      | 4      | -    | -    |
| 2020   | Dragons Catalans | Super League  | 14     | 4      | 1      | -    | -    |
| 2020   | Dragons Catalans | Challenge Cup | 2      | -      | -      | -    | -    |
| 2021   | Dragons Catalans | Super League  | 1      | -      | -      | -    | -    |